# El Prado (Cantabria)
El Prado es una localidad del municipio de Soba (Cantabria, España). En el año 2008 contaba con una población de 22 habitantes (INE). La localidad se encuentra a 535 metros de altitud sobre el nivel del mar, y a 11,1 kilómetros de la capital municipal, Veguilla.